# تاريخ واشنطن العاصمة

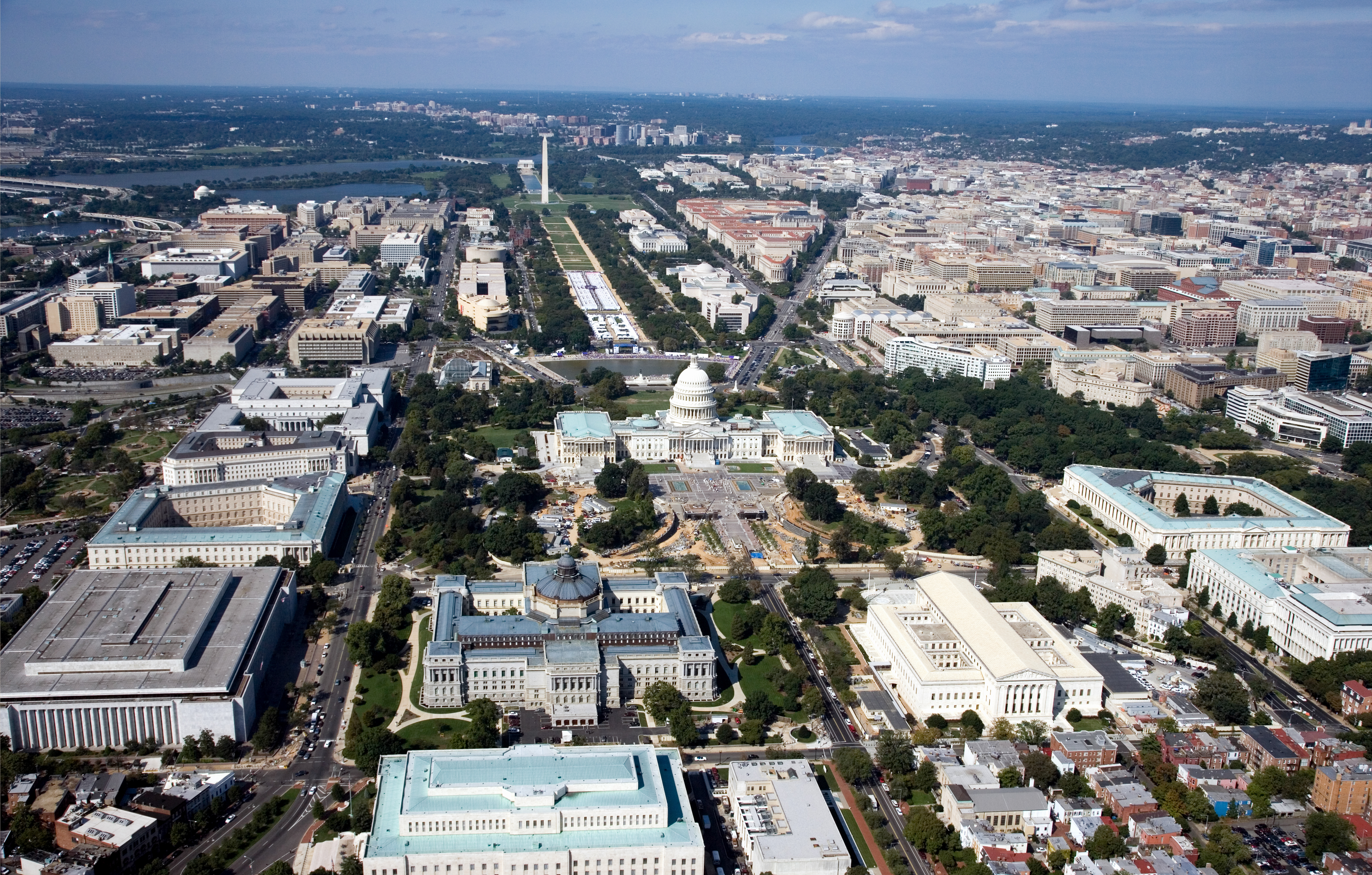
صورة جويًّة لمركز مدينة واشنطن العاصمة.

يرتبط تاريخ واشنطن العاصمة ارتباطًا وثيقًا بصفتها عاصمةً للولايات المتحدة. كان سكانها الأصليون يتحدثون لغة ألغونكيان، وعرفوا باسم قبائل ناكوتشتانك، وكان الرئيس جورج واشنطن قد اختار موقع مقاطعة كولومبيا على طول نهر بوتوماك للمرة الأولى. تعرضت المدينة لهجوم خلال حرب 1812 في حادثة تعرف بحريق واشنطن. إبان عودة الحكومة إلى العاصمة، كان عليها إدارة عملية إعادة بناء عدد من المباني العامة، بما فيها البيت الأبيض وكابيتول الولايات المتحدة. ساعدت خطة ماكميلان لعام 1901 في ترميم وتجميل وسط المدينة، بما في ذلك إنشاء منتزه ناشونال مول، وعدد من الآثار والمتاحف.
احتوت واشنطن العاصمة على نسبة كبيرة من الأمريكيين الأفارقة ذوي البشرة السوداء منذ إنشائها. نتيجة لذلك، أصبحت واشنطن فيما بعد مركزًا للثقافة الأمريكية الأفريقية، ومركزًا لحركة الحقوق المدنية. تقاضى معلمو المدارس السود والبيض أجورًا متساوية بصفتهم موظفين في الحكومة الفيدرالية التي أدارت المدينة، ولم يكن الأمر كذلك حتى قررت إدارة الرئيس وودرو ويلسون، الديمقراطي الجنوبي الذي عين عددًا من الجنوبيين في حكومته، عزل المكاتب الفيدرالية وأماكن العمل، بدءًا من عام 1913. استمر هذا الوضع لعقود: كانت بعض مرافق المدينة مفصولة عنصريًا حتى خمسينيات القرن العشرين.
تتميز العاصمة اليوم بوجود اختلافات واضحة، حيث تميل الأحياء الواقعة على المحيط الشرقي للمدينة الوسطى وشرق نهر أناكوستيا إلى أن تكون ذات دخل قليل بشكل غير متناسب. في أعقاب الحرب العالمية الثانية، انتقل العديد من البيض ذوي الدخل المتوسط من الأقسام الوسطى والشرقية في المدينة إلى مساكن جديدة بأسعار معقولة في الضواحي، مع تخفيف تكاليف التنقل بفعل بناء الطرق السريعة.
أدى اغتيال مارتن لوثر كينج الابن في ممفيس بولاية تينيسي في 4 أبريل عام 1968 إلى اندلاع أعمال شغب كبيرة في معظم الأحياء الإفريقية الأمريكية شرق حديقة روك كريك. ظلت أقسام كبيرة في وسط المدينة محطمة لعقود. وعلى النقيض من ذلك، تضم المناطق الواقعة غرب الحديقة، بما فيها تقريبًا الجزء الكامل من المنطقة الواقعة بين أحياء جورجتاون وشفي تشيس المجاورة، بعضًا من أكثر الأحياء ثراءً على مستوى البلاد. خلال أوائل القرن العشرين، كان ممر شارع يو مركزًا مهمًا للثقافة الأمريكية الإفريقية في العاصمة. افتتح مترو واشنطن عام 1976. أدى تحسين الاقتصاد والاستطباق في أواخر تسعينيات القرن العشرين وأوائل عقد القرن التالي إلى تنشيط العديد من الأحياء في وسط المدينة.
بحسب المادة الأولى، القسم 8 من دستور الولايات المتحدة، تخضع المنطقة (التي لا تصنف كولاية) إلى التشريع الخاص بالكونغرس، الذي لم يكن لدى سكانها أي تمثيل فيه على مر تاريخها، وقد منح التعديل الثالث والعشرون لدستور الولايات المتحدة، الذي صُدّق عليه عام 1961، تمثيلًا محليًا في المجمع الانتخابي، كما عزز قانون الحكم الذاتي لمنطقة كولومبيا لعام 1973 من سيطرة الحكومة المحلية على الشؤون، بما في ذلك الانتخاب المباشر لمجلس المدينة والعمدة.

## بداية الاستيطان
تشير الأدلة الأثرية إلى استيطان الهنود الأمريكيين في المنطقة منذ حوالي 4,000 عامًا على الأقل حول نهر أناكوستيا، وقد جرت أولى عمليات الاستكشاف الأوروبية في المنطقة مطلع القرن السابع عشر، بما في ذلك العمليات التي قام بها الكابتن جون سميث عام 1608. في ذلك الوقت، كانت قبائل باتاوميك (التي تنحدر من قبائل بوهاتان) وقبائل دويغ تعشان في منطقتي فرجينيا، وجزيرة ثيودور روزفلت، في حين كانت قبائل بيسكاتواي (المعروفة أيضًا باسم قبائل كونوي) التي تنتمي لشعوب الغونكوينز تقيم في منطقة ماريلند،:23 وكان من بين السكان الأصليين الذين أقاموا في منطقة مقاطعة كولومبيا حاليًا قبائل ناكوتشتانك، في أناكوستيا، الذين كانوا ينحدرون من قبائل كونوي أيضًا. وكان هناك قرية أخرى مسكونة تقع بين ليتل فولز وجورجتاون،:23 ووثق تاجر الفراء الإنجليزي هنري فليت قرية عاشت بها قبائل ناكوتشتانك تسمى توهوغا تقع مكان جورج تاون اليوم.
يعد جورج ثومبسون وتوماس جيرارد أول مالكي أراضي مستعمرين في مقاطعة كولومبيا الحالية، حيث مُنحا أراضي بلو بلينز «السهول الزرقاء» عام 1662، جنبًا إلى جنب مع سانت إليزابيث، وأراض أخرى في أناكوستيا، وكابيتول هيل، ومناطق أسفل نهر بوتوماك فيما بعد. باع ثومبسون ممتلكاته في كابيتول هيل عام 1670، بما في ذلك قصر دودينغتون إلى توماس نولي؛ وبمرور الوقت والأجيال انتقلت ملكية دودينغتون إلى دانيال كارول. مع وصول المستوطنين الأوروبيين، نشب خلاف بينهم وبين الأمريكيين الأصليين حول حقوق الرعي. في عام 1697، قامت سلطات ميريلند ببناء حصن داخل منطقة كولومبيا. في نفس السنة، انتقلت قبائل كونوي إلى الغرب، بالقرب مما يعرف الآن بمنطقة ذا بلينز «السهول» في فرجينيا، وفي عام 1699 انتقلوا مرة أخرى إلى جزيرة كونوي بالقرب من منطقة بوينت أوف روكس، ميريلند.:27
تأسس حي جورجتاون عام 1751 عندما اشترى المجلس التشريعي في ماريلند ستين فدانًا من جورج جوردون وجورج بيبل بسعر 280 جنيه استرليني، بينما تأسست مدينة الإسكندرية بولاية فرجينيا عام 1749. تقع جورجتاون على خط الجندلة، وكانت أبعد نقطة تصل إليها القوارب العائمة في نهر بوتوماك. أدى التدفق القوي لنهر بوتوماك إلى إيجاد قناة قابلة للملاحة على مدار السنة؛ كما أدى الارتفاع اليومي في المد في خليج تشيزبيك إلى رفع منسوب النهر؛ بحيث أمكن للسفن المحملة الإبحار بسهولة إلى الخليج كله. بنى جوردون دارًا لفحص التبغ على طول نهر بوتوماك عام 1745 تقريبًا، كما بنيت مستودعات، ومبان أخرى، وسرعان ما نمت البلدة. بُني البيت الحجري القديم في جورجتاون عام 1765، وهو أقدم مبنى قائم في البلدة. لم يستغرق الأمر وقتًا طويلًا قبل أن تتحول جورجتاون إلى ميناء مزدهر، الأمر الذي سهل حركة التجارة وتوريد شحنات التبغ وغيرها من السلع من ماريلند الاستعمارية. مع الازدهار والنمو الاقتصادي والسكاني في جورجتاون، أسست جامعة جورجتاون عام 1789، واستقطب تأسيسها طلابًا من أماكن بعيدة مثل جزر الهند الغربية.

## التأسيس

### البداية
كانت عاصمة الولايات المتحدة تقع أصلًا في فيلادلفيا، بدءًا بالكونغرس القاري الأول والثاني، يليه مؤتمر الكونفدرالية إبان نيل الاستقلال. في يونيو 1783، اجتمع حشد من الجنود الغاضبين في قاعة الاستقلال للمطالبة بدفع ثمن خدمتهم خلال الحرب الثورية الأميركية، وطلب الكونجرس من جون ديكينسون حاكم بنسلفانيا دعوة الميليشيا للدفاع عنه ضد هجمات المتظاهرين، عرفت هذه الواقعة لاحقًا بعصيان بنسلفانيا عام 1783، تعاطف ديكينسون مع المحتجين ورفض قمعهم من فيلادلفيا، نتيجة لذلك، اضطر الكونجرس إلى الفرار إلى برينستون، نيوجيرسي، في 21 يونيو 1783.

## تغير التركيبة السكانية
ظهرت أنماط هجرة جديدة. انخفض أعداد السكان السود في واشنطن بسبب هجرة الكثير منهم إلى الضواحي. في الوقت نفسه، ازداد عدد سكان القوقازيين وذوي الأصول الهسبانية. منذ عام 2000 انخفضت أعداد السكان من أصل أفريقي في الولايات المتحدة بنسبة 7.3%، وزادت أعداد ذوي الأصول الأوروبية-الأمريكية بنسبة 17.8%. كما هاجر عدد كبير من السود إلى الجنوب بسبب الروابط الأسرية، والفرص المتزايدة، وتكاليف المعيشة المنخفضة، وما زالوا يمثلون أغلبية السكان في المدينة بنسبة 51%.

## وصلات خارجية
- جمعية واشنطن العاصمة التاريخيَّة. (بالإنجليزية)
- دليل إلى واشنطن العاصمة - مكتبة الكونغرس (بالإنجليزية)